# کیم جین سو
کیم جین سو (کره‌ای: 김진수؛ زادهٔ ۱۳ ژوئن ۱۹۹۲) یک بازیکن فوتبال اهل کره جنوبی است.که در باشگاه فوتبال چونبوک هیوندای موتورز در پست مدافع بازی می‌کند.
وی همچنین در تیم ملی فوتبال کره جنوبی بازی کرده‌است.